# منطقه حفاظت‌شده قرخود
منطقهٔ حفاظت‌شدهٔ قرخود یک منطقهٔ حفاظت‌شده با مساحت ۴۴۶۵۷ هکتار است که در استان خراسان شمالی در ایران قرار دارد. این منطقهٔ حفاظت‌شده طبق مصوبهٔ شمارهٔ ۷۵۹ در تاریخ ۹۶/۱۲/۲ در فهرست مناطق تحت حفاظت سازمان محیط زیست ایران قرار گرفت.
قرخود نام کوهی در شرق این ناحیه است و به زبان محلی معنای ترسناک می‌دهد زیرا به علت ارتفاع زیاد و صخره‌ای و صعب‌العبور بودن، مردم از رفتن به آن کوه امتناع می‌نمایند و مرتفع‌ترین نقطه قرخود یکی از قلل کوه قرخود با دو هزار و ۶۷۹ متر ارتفاع از سطح دریا است و نیز کم ارتفاع‌ترین منطقه آن، در دشت میرزا بایلو با یکهزار و ۲۵۰ متر ارتفاع از سطح دریا قرار دارد.
منطقهٔ قرخود بین ۳۷٫۲۰ تا ۳۷٫۳۱ عرض شمالی و ۵۶٫۰۹ تا ۵۶٫۴۰ طول شرقی واقع شده است. مساحت آن ۴۳۷۷۸ هکتار می‌باشد. منطقه حفاظت شده قرخود در بخش سملقان در انتهای غرب استان می‌باشد و فاصله آن از شهر قاضی، مرکز بخش سملقان ۱۳ کیلومتر، از آشخانه مرکز شهرستان سملقان ۳۵ کیلومتر و از بجنورد مرکز استان ۷۰ کیلومتر است. همچنین این منطقه از نظر منابع آبی غنی می‌باشد و علاوه بر ۳۵ چشمه پرآب منطقه، دارای تعدادی چشمه کم‌آب دائمی و فصلی دیگر نیز است و از نظر متوسط بارندگی سالیانه تقریباً بالاترین میزان بارندگی را در استان خراسان شمالی دارد و منطقه ای سرد می‌باشد. در ارتفاعات و شیب‌های شمالی، یخبندان دائمی از آذر ماه تا پایان سال وجود دارد.

## پوشش گیاهی
ارس، کرکو، گوجه وحشی، زالزالک، گلابی، گردو، زبان گنجشک، زرشک، گون و درمنه.

## پستانداران
قوچ میش اوریال، کل و بز، پلنگ، گرگ، گراز، خرس قهوه‌ای، آهو، کفتار، روباه، شغال، خرگوش، تشی، انواع گربه‌های وحشی، سمور و سنجاب.

## پرندگان
کبک، تیهو، سیاه سینه، انواع کبوتر و انواع پرندگان شکاری.